# Biotechnia Ellinikon Trikyklon

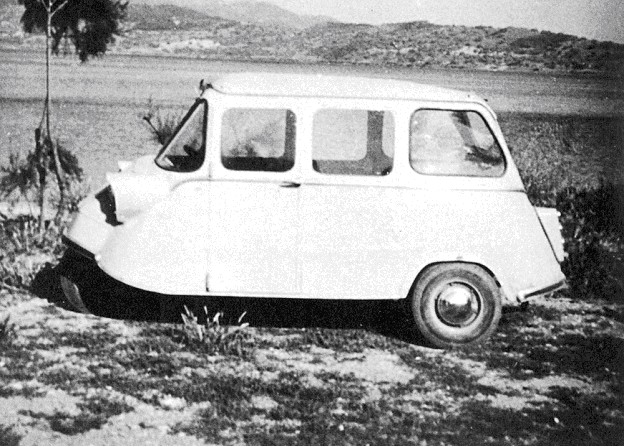
BET Prototyp von 1965

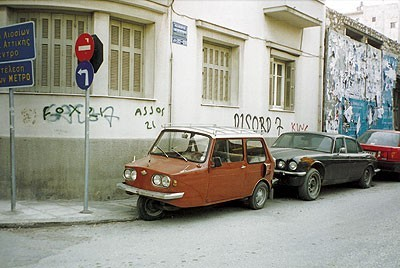
BET 500 von 1973–1975

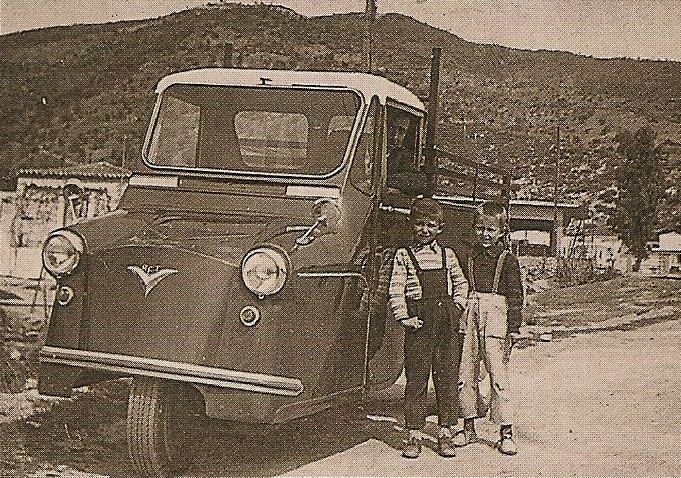
BET Pritschenwagen von 1967

Biotechnia Ellinikon Trikyklon war ein griechischer Hersteller von Automobilen. Der Markenname lautete BET.

## Unternehmensgeschichte
Petros Konstantinou gründete das Unternehmen in Athen. Zunächst wurden Motorräder zu dreirädrigen Nutzfahrzeugen umgebaut. 1965 entstand ein Dreirad-Personenkraftwagen mit vorderem Einzelrad, der allerdings ein Einzelstück blieb. Auf dieser Basis folgten zeitgemäße Nutzfahrzeuge. 1973 erschien erneut ein Personenwagen, von dem bis zur Produktionsaufgabe im Jahre 1975 15 Exemplare entstanden.

## Fahrzeuge

### Nutzfahrzeuge
Die ersten Nutzfahrzeugen bestanden aus der Front eines Motorrades sowie einer Hinterachse. Oberhalb der Hinterachse war eine Ladefläche. Auf eine Karosserie oder Wetterschutz wurde verzichtet. Die späteren Nutzfahrzeuge hatten ebenfalls das einzelne Rad vorne, verfügten nun aber über eine vollständige Karosserie.

### Personenwagen
Der Prototyp von 1965 verfügte über eine geschlossene Karosserie, die fünf Personen Platz bot. Für den Antrieb sorgte ein Motorradmotor von BMW mit 125 cm³ Hubraum. Das Serienmodell 500 aus der Zeit von 1973 bis 1975 verfügte über einen Zweizylindermotor vom Fiat Nuova 500 mit 500 cm³ Hubraum. Ein Exemplar dieses Modells existiert noch.